# Vladimír Sedláček
Vladimír Sedláček (* 9. dubna 1969) je bývalý český fotbalista. Nastupoval na postu defenzivního záložníka, v pozdějším věku hrál středního obránce.

## Fotbalová kariéra
Ještě v dorosteneckém věku nastupoval v tehdejší 1.ČNFL (druhé lize) za A mužstvo Autoškody Mladá Boleslav, kde hrál většinu kariéry s výjimkou dvou let strávených v české lize v týmu Bohemians Praha. Nastoupil ve 39 ligových utkáních. Poté se znovu vrátil do Mladé Boleslavi, které pomohl ke dvěma postupům z divize do 2. ligy. V mladoboleslavském dresu odehrál celkem 228 utkání a vstřelil 24 branek, z toho 54 utkání a 4 branky v české 2. lize (1998 - 2001).

## Trenérská kariéra
Po ukončení profesionálního angažmá pracoval v FK Mladá Boleslav jako správce městského stadiónu a trenér dorostu, nadále aktivně hrál v nižších soutěžích (Dobrovice, Kosořice, Benátky). V sezóně 2013/2014 dovedl jako trenér fotbalisty Benátek k postupu do divize a hned další rok do ČFL. V sezóně 2016/17 působil znovu u dorostu FK Mladá Boleslav, od léta 2017 se vrátil do ČFL jako trenér FK Dobrovice. Do 44 let ještě aktivně hrál 1.B třídu.

## Ligová bilance
| Ročník                          | Zápasy | Góly | Klub              |
| ------------------------------- | ------ | ---- | ----------------- |
| 1. česká fotbalová liga 1993/94 | 23     | 0    | Bohemians Praha   |
| 1. česká fotbalová liga 1994/95 | 16     | 0    | Bohemians Praha   |
| Česká fotbalová liga 1997/98    | -      | 2    | FK Mladá Boleslav |
| CELKEM 1. liga                  | 39     | 0    |                   |